# Nuoto ai Giochi della XXII Olimpiade
Il nuoto ai Giochi olimpici estivi del 1980 fece parte, assieme a pallanuoto e tuffi, del programma degli sport acquatici. Non si trattava di tre sport separati in quanto erano tutti governati dalla stessa federazione, la FINA. Le gare di nuoto prevedevano 26 eventi: 13 maschili e 13 femminili. Si tennero nelle piscine del Complesso Sportivo Olimpico dal 20 al 27 luglio.

## Podi

### Uomini
| Evento                          | Oro                                                                               | Perform. | Argento                                                                            | Perform. | Bronzo                                                                                            | Perform. |
| Stile libero                    |                                                                                   |          |                                                                                    |          |                                                                                                   |          |
| 100 m (dettagli)                | Jörg Woithe                                                                       | 50"40    | Per Holmertz                                                                       | 50"91    | Per Johansson                                                                                     | 51"29    |
| 200 m (dettagli)                | Sergej Kopljakov                                                                  | 1'49"81  | Andrej Krylov                                                                      | 1'50"76  | Graeme Brewer                                                                                     | 1'51"60  |
| 400 m (dettagli)                | Vladimir Sal'nikov                                                                | 3'51"31  | Andrej Krylov                                                                      | 3'53"24  | Ivar Stukolkin                                                                                    | 3'53"95  |
| 1500 m (dettagli)               | Vladimir Sal'nikov                                                                | 14'58"27 | Aleksandr Čaev                                                                     | 15'14"30 | Max Metzker                                                                                       | 15'14"49 |
| Dorso                           |                                                                                   |          |                                                                                    |          |                                                                                                   |          |
| 100 m (dettagli)                | Bengt Baron                                                                       | 56"53    | Viktor Kuznecov                                                                    | 56"99    | Vladimir Dolgov                                                                                   | 57"63    |
| 200 m (dettagli)                | Sándor Wladár                                                                     | 2'01"93  | Zoltán Verrasztó                                                                   | 2'02"40  | Mark Kerry                                                                                        | 2'03"14  |
| Rana                            |                                                                                   |          |                                                                                    |          |                                                                                                   |          |
| 100 m (dettagli)                | Duncan Goodhew                                                                    | 1'03"34  | Arsens Miskarovs                                                                   | 1'03"82  | Peter Evans                                                                                       | 1'03"96  |
| 200 m (dettagli)                | Robertas Žulpa                                                                    | 2'15"85  | Alban Uermes                                                                       | 2'16"93  | Arsens Miskarovs                                                                                  | 2'17"28  |
| Farfalla                        |                                                                                   |          |                                                                                    |          |                                                                                                   |          |
| 100 m (dettagli)                | Pär Arvidsson                                                                     | 54"92    | Roger Pyttel                                                                       | 54"94    | David López-Zubero                                                                                | 55"13    |
| 200 m (dettagli)                | Sergej Fesenko                                                                    | 1'59"76  | Philip Hubble                                                                      | 2'01"20  | Roger Pyttel                                                                                      | 2'01"39  |
| Misti                           |                                                                                   |          |                                                                                    |          |                                                                                                   |          |
| 400 m (dettagli)                | Aleksandr Sidorenko                                                               | 4'22"89  | Sergej Fesenko                                                                     | 4'23"43  | Zoltán Verrasztó                                                                                  | 4'24"24  |
| Staffette                       |                                                                                   |          |                                                                                    |          |                                                                                                   |          |
| 4x200 m stile libero (dettagli) | Unione Sovietica Sergej Kopljakov Vladimir Sal'nikov Ivar Stukolkin Andrej Krylov | 7'23"50  | Germania Est Frank Pfütze Jörg Woithe Detlev Grabs Rainer Strohbach                | 7'28"60  | Brasile Jorge Luiz L. Fernandes Marcus Laborne Mattioli Ciro Marques Delgado Djan Garrido Madruga | 7'29"30  |
| 4x100 m misti (dettagli)        | Australia Mark Kerry Peter Evans Mark Tonelli Neil Brooks                         | 3'45"70  | Unione Sovietica Viktor Kuznecov Arsens Miskarovs Evgenij Seredin Sergej Kopljakov | 3'45"91  | Regno Unito Gary Abraham Duncan Goodhew David Lowe Martin Smith                                   | 3'47"71  |

### Donne
| Evento                          | Oro                                                                      | Perform. | Argento                                                                   | Perform. | Bronzo                                                                                   | Perform. |
| Stile libero                    |                                                                          |          |                                                                           |          |                                                                                          |          |
| 100 m (dettagli)                | Barbara Krause                                                           | 54"79    | Caren Metschuck                                                           | 55"16    | Ines Diers                                                                               | 55"65    |
| 200 m (dettagli)                | Barbara Krause                                                           | 1'58"33  | Ines Diers                                                                | 1'59"64  | Carmela Schmidt                                                                          | 2'01"44  |
| 400 m (dettagli)                | Ines Diers                                                               | 4'08"76  | Petra Schneider                                                           | 4'09"16  | Carmela Schmidt                                                                          | 4'10"86  |
| 800 m (dettagli)                | Michelle Ford                                                            | 8'28"90  | Ines Diers                                                                | 8'32"55  | Heike Dähne                                                                              | 8'33"48  |
| Dorso                           |                                                                          |          |                                                                           |          |                                                                                          |          |
| 100 m (dettagli)                | Rica Reinisch                                                            | 1'00"86  | Ina Kleber                                                                | 1'02"07  | Petra Riedel                                                                             | 1'02"64  |
| 200 m (dettagli)                | Rica Reinisch                                                            | 2'11"77  | Cornelia Polit                                                            | 2'13"75  | Birgit Treiber                                                                           | 2'14"14  |
| Rana                            |                                                                          |          |                                                                           |          |                                                                                          |          |
| 100 m (dettagli)                | Ute Geweniger                                                            | 1'10"22  | Ėl'vira Vasil'kova                                                        | 1'10"41  | Susanne Nielsson                                                                         | 1'11"16  |
| 200 m (dettagli)                | Lina Kačiušytė                                                           | 2'29"54  | Svetlana Varganova                                                        | 2'29"61  | Yulia Bogdanova                                                                          | 2'32"39  |
| Farfalla                        |                                                                          |          |                                                                           |          |                                                                                          |          |
| 100 m (dettagli)                | Caren Metschuck                                                          | 1'00"42  | Andrea Pollack                                                            | 1'00"90  | Christiane Knacke                                                                        | 1'01"44  |
| 200 m (dettagli)                | Ines Geißler                                                             | 2'10"44  | Sybille Schönrock                                                         | 2'10"45  | Michelle Ford                                                                            | 2'11"66  |
| Misti                           |                                                                          |          |                                                                           |          |                                                                                          |          |
| 400 m (dettagli)                | Petra Schneider                                                          | 4'36"29  | Sharron Davies                                                            | 4'46"83  | Agnieszka Czopek                                                                         | 4'48"17  |
| Staffette                       |                                                                          |          |                                                                           |          |                                                                                          |          |
| 4x100 m stile libero (dettagli) | Germania Est Barbara Krause Caren Metschuck Ines Diers Sarina Hülsenbeck | 3'42"71  | Svezia Carina Ljungdahl Tina Gustafsson Agneta Mårtensson Agneta Eriksson | 3'48"93  | Paesi Bassi Conny van Bentum Wilma van Velsen Reggie de Jong Annelies Maas               | 3'49"51  |
| 4x100 m misti (dettagli)        | Germania Est Rica Reinisch Ute Geweniger Andrea Pollack Caren Metschuck  | 4'06"67  | Regno Unito Helen Jameson Margaret Kelly Ann Osgerby June Croft           | 4'12"24  | Unione Sovietica Elena Kruglova Ėl'vira Vasil'kova Alla Griščenkova Natal'ja Strunnikova | 4'13"61  |

## Medagliere
| Pos.   | Paese            | Oro | Argento | Bronzo | Totale |
| ------ | ---------------- | --- | ------- | ------ | ------ |
| 1      | Germania Est     | 12  | 10      | 8      | 30     |
| 2      | Unione Sovietica | 8   | 9       | 5      | 22     |
| 3      | Svezia           | 2   | 2       | 1      | 5      |
| 4      | Australia        | 2   | 0       | 5      | 7      |
| 5      | Regno Unito      | 1   | 3       | 1      | 5      |
| 6      | Ungheria         | 1   | 2       | 1      | 4      |
| 7      | Brasile          | 0   | 0       | 1      | 1      |
| 7      | Danimarca        | 0   | 0       | 1      | 1      |
| 7      | Paesi Bassi      | 0   | 0       | 1      | 1      |
| 7      | Polonia          | 0   | 0       | 1      | 1      |
| 7      | Spagna           | 0   | 0       | 1      | 1      |
| Totale | Totale           | 26  | 26      | 26     | 78     |